# ریموند (دهانه)
ریموند یک دهانه برخوردی در ماه است.

## دهانه‌های اقماری
این دهانه ۲ دهانه اقماری دارد.
| Raimond | عرض جغرافیایی | طول جغرافیایی | قطر          |
| ------- | ------------- | ------------- | ------------ |
| Q       | ۱۱٫۶° N       | ۱۶۱٫۷° W      | ۳۲٫۰ کیلومتر |
| K       | ۱۳٫۳° N       | ۱۵۸٫۲° W      | ۳۴٫۰ کیلومتر |